# The Complete Trio Collection
The Complete Trio Collection est une compilation de musique country commercialisée par Rhino en septembre 2016. Réalisée en Californie, celle-ci est interprétée par Dolly Parton, Emmylou Harris et Linda Ronstadt.
Le disque réunit des versions nouvellement rémasterisées de leurs précédents albums récompensés, Trio datant 1987 et Trio II de 1999, déjà vendus à cinq millions d'exemplaires à eux deux, avec un troisième disque compilant neuf prises alternatives et onze pistes inédites. Bien qu'il soit présenté comme « complet », il manque à l'ensemble quatre enregistrements du trio : le titre Light of the Stable de 1975 présent dans l'album homonyme (en) d'Emmylou Harris, mais également Evangeline, My Blue Tears et Palms of Victory, tous trois de 1978.
Il se classe septième au Top Country Albums du classement Billboard, obtient une place de numéro 3 en Australie durant une semaine et de numéro 1 à l'Official Country Compilations Chart Top 20 au Royaume-Uni le mois de sa sortie.